# 桃井かおり
桃井 かおり（ももい かおり、1951年〈昭和26年〉4月8日 - ）は、日本の女優。
東京都世田谷区出身。2005年公開のハリウッド映画『SAYURI』出演を期に、2006年にはアメリカ合衆国映画俳優組合（現・SAG-AFTRA）に加入、活躍の場をハリウッドにも広げる。ロサンゼルス在住。身長162cm（1976年4月）。

## 来歴
1951年に東京都世田谷区の裕福な家庭に生まれる。父は国際政治学者の桃井真、母の悦子(1923〜2022)はアトリエを構える芸術家、4人兄弟で上の兄は脚本家の桃井章。2番目の兄は科学者。弟は銀行員。女優で人形作家の結城美栄子は母方の従姉。親類は岩城滉一の妻・結城アンナ。
3歳からクラシックバレエを始め、中学生の時にイギリスのロイヤル・バレエ・アカデミーに単身留学。しかし、現実の厳しさを知り、挫折。桃井はこの時のことを振り返り「同じ年くらいの白人の子達と並ぶと、自分が“みにくいアヒルの子”という感じ。自分を醜いと思わざるを得なかった」と語っている。
帰国後、女子美術大学付属高等学校・中学校へ入学。同校在学中は東京バレエ団に所属。大学受験に失敗し、同校卒業後、女子美に文学座にコネのある人がおり、バレエの契約が切れると同時にバレエを辞め、両親に内緒で演劇を目指し文学座付属演劇研究所（養成所）第11期生に研究生として入る。モノマネの特徴として誇張される桃井の"倦怠感"や"アンニュイ"イメージは、桃井によれば、文学座時代に周りの劇団員が演劇論を戦わせるのに付いて行けず、「手口としてそれが身に付いたというか、文学座のやり方ではそれしか生きる道がなかった」と話している。
1971年に映画『愛ふたたび』（市川崑監督）にて浅丘ルリ子の妹役でデビュー。映画出演のきっかけは「文学座養成所の授業をさぼってパチンコをやっていたとき、スカウトされた」と書かれたものがある。同年、ATG映画『あらかじめ失われた恋人たちよ』（清水邦夫・田原総一朗監督）にてヒロインを演じ、本格的に映画デビュー。桃井は「私、ATGで一番入らなかった映画（同作）と入った映画（『もう頬づえはつかない』）やってるのよ（笑）」と述べている。同作では共演した石橋蓮司と緑魔子に徹底的にしごかれ、痛く傷付き逃避行する。とにかく遠くへ行きたいと羽田から広島に行き、タクシーの運転手から「島でも渡ってみるかね?」と言われたため江田島に渡り、地元の飲食店で住み込みで働く。この映画出演が両親に知られ、父に勘当を言い渡され家出した。4ヵ月後、「かおり許す、父」という新聞の伝言を目にして家に戻ることはできたが、元の生活には戻れないと思い、再び女優として活動を開始。杉村春子の代表的演目『ふるあめりかに袖はぬらさじ』で、台詞ひとことの役が不満で本公演を降板し、文学座を退団する。1973年公開の『赤い鳥逃げた?』で助監督を務めていた長谷川和彦には「文学座を辞めろ」と言われた。
一方で当の桃井は「文学座をやめるかこの映画撮るかって相談したのが、恋愛時代をすごしてた頃の優作だから」と語っている。
1973年、後に本人が「最も頼りにした」と明かした脚本家・早坂暁の指名で、はじめてNHKドラマ「たった一人の反乱」に出演する。「私という、桃井かおりという役者の80%は早坂さんの作品でできている。暁さんは私の役者道にいつもいてくれて、助けてくれる神様だった。暁さんが死んだら役者を辞めようと思っていた」とも話した。しかし、番組中で生前の早坂が「かおりにやらせたい」と残していた小説「私が殺したゴッホ」を呈示され、「いい感じに宿題残してくれる、生き延びられるようにしてくれる。まさに暁さんだ」と結んでいる。
22歳の時、撮影現場で腹部に違和感を覚え、歩くのも困難になり帰り道の山道で倒れる。幸い一命は取り留めたが、その後の検査で腎臓結核であることが分かり、片方の腎臓を摘出。その後、順調に回復し、萩原健一の強い要望でドラマ『傷だらけの天使』（第14話「母のない子に浜千鳥を」）へのゲスト出演で復帰を果たした。
1975年、倉本聰脚本による日本テレビ系列『前略おふくろ様』の海役で、人気に火が付く。
1977年公開の山田洋次の『幸福の黄色いハンカチ』では、それまでの気怠く性に奔放な女性といった役柄が多かった桃井の、別な一面を引き出し、第1回日本アカデミー賞助演女優賞、ブルーリボン賞などを受賞した。1979年公開の『もう頰づえはつかない』で映画初主演。
1981年、突然、単身ニューヨークへ渡る。先述の本人談によると、帰国後は役者を辞めて八ヶ岳で生活していたが、早坂暁から電話があり「白いごはんのような俳優になりなさい」と『花へんろ』の主役を打診されたことで本格的に復帰する。この『花へんろ』で、その後12年にわたって主役・静子を演じるという、役者にとってかけがえのない時間を過ごすことになる。1991年にはオムニバス映画『ご挨拶』の第3話「NOW IT'S THE BEST MOMEN0T IN OUR LIFE!!」で映画監督デビュー（モモイ・カオリ名義）。
2004年に父が他界。父の死を乗り越えるために、もっと辛い状況に身を置くことを決意し、ハリウッド映画のオーディションを次々に受ける。2005年に『SAYURI』でハリウッド映画初出演。翌2006年にアメリカ合衆国映画俳優組合に加入。
2006年に『無花果の顔』で長編映画監督デビュー。
2008年春、紫綬褒章を受章。その受章にあたり、生年がそれまで公表されていた1952年ではなく、1951年であることが判明。
近年は女優業に留まらず、ジュエリーデザインや雑誌創刊など活動の幅を広げている。2009年に女子美術大学・女子美術大学短期大学部客員教授に就任。
2015年1月21日に、なかにし礼の作詩家・作家生活50周年を記念した企画アルバムで、日本コロムビアよりリリースされた「なかにし礼と12人の女優たち」で、アン・ルイスの「グッド・バイ・マイ・ラブ」、2016年9月28日リリースの第2弾の「なかにし礼と13人の女優たち」で細川たかし の「心のこり」を歌った。
私生活では長らく独身だったが、事実婚状態だった年上の音楽プロデューサーと2015年1月に婚姻届を提出し結婚した。同年10月16日京都国際映画祭で行った監督・主演映画「Hee And She」のトークイベントで公表した。
2022年春の叙勲で旭日小綬章を受章。2023年、第6回種田山頭火賞を受賞。

## 人物
- デビュー当初は萩原健一と共演することが多かった。1975年刊行の『狩人よ、しなやかに跳べ：新しい世代のためのブック・マガジン』（大和書房）では「俺たちの肖像」と題して対談もしている。後に桃井はその思いを「映画『青春の蹉跌』で萩原さんと会って、尊敬してた、なんか一緒にくっついていたいっていう気持ちがあって」[24]と語っている。2019年3月の萩原の逝去時には、追悼コメントも発表した。
- 倦怠感のある独特な喋り方が特徴で、清水ミチコや椿鬼奴を始めとする、モノマネタレントのネタになりやすい。フジテレビ系バラエティ番組『笑う犬』シリーズ内のコント「ミル姉さん」のモデルであり、実際に共演を果たしてもいる[25][26]。
- 1991年に出演したエーザイ・チョコラBBのCMで、「世の中、バカが多くて疲れません?」というセリフに視聴者から苦情や抗議が殺到した。その後、「バカ」の部分は「お利口」に差し替えられて放送された（クレームを想定してあらかじめ両方のパターンを撮っていたとも言われている）[27]。
- ヘビースモーカー（1日約100本）であり、自身がデザインしたジッポーも製作されている。また禁煙運動キャンペーンの「タバコやめてねコンテスト」の「タバコをやめていただきたい有名人」で、2003年から2005年まで連続で上位10位以内にランクインされていた[28]。
- 肌が綺麗なことでも有名で、多数の化粧品のCMに出演している[29]。
- 結婚式の1週間前になって嫌になり、結婚をやめたことがある[30]。
- 『赤い鳥逃げた?』で共演した原田芳雄を兄貴と慕い、2011年に原田が亡くなった際には「私、俳優としても相当好きだけど、人間としてここまで惚れた男はいないからね。芳雄だけは血の繋がってない男で唯一信じられた人間だから」と語っている[31]。

## 女優として
- 「私にとって演じるとは、毒を吐くこと」と語っている[30]。
- 妥協を許さず仕事に厳しい桃井は、たびたび共演者やスタッフと衝突している。過去に「自己中心的で生意気」とマスコミに叩かれたことも何度かあるが、桃井は「スタッフに好かれるために仕事してるわけじゃないから」と一蹴している[30]。
- 女優としての価値観を変えてくれた人物として、イッセー尾形の名前を挙げている[32]。

## 家族
- 学者の父、桃井真は厳格で教育熱心であった。桃井が6歳になるときに「かおりも、もう小学生になるから社会のことをよく知らなくちゃいけない」と言い、辞書と時計をプレゼントした[7]。
- 20代の頃、父は厳しい割に口紅や喫煙などには寛大であった。何も言わないことに疑問を思い、「どうしてタバコを吸っても何も言わないんですか?」と紙に書いて渡したところ、「タバコを吸うようになってからよく歯を磨くようになったと聞いております。それはそれでいいんじゃないですか」と紙に書いて返してきた。口紅のことも同様に聞くと、「僕がキスするわけじゃないので別にいいです」というメモ書きが返ってきた[7]。
- 『あらかじめ失われた恋人たちよ』への出演が知られたのは、母が美容室に行った際、置かれていた雑誌を見たことがきっかけである。バレエを続けているものと思っていた母は、映画でヌードになった桃井の写真に驚き、その場で卒倒した[7]。
- 子供の頃、ザ・デストロイヤーのマネをして弟によく足4の字固めを掛けて遊んでいたという[33]。
- 母親は2022年7月5日に永眠[34]。

## 交友関係
- 松任谷由実とは親友[35]。
- 後藤久美子とはドラマでの共演以来、娘のような存在として可愛がっている。当時、後藤久美子のはっきり物を言う性格に対し、わがまま女優というバッシングがたびたびされる際には「彼女はわがままなんじゃなく素直な子なの」と発言している。また2009年に後藤が書籍を出版した際には、後藤に対して「久美子はね、ほんとに、完璧な女なの」とコメントしている[36][37]。
- 宮沢りえとは、りえの母・光子と非常に仲が良かったため毎日のように宮沢宅で食事をするなどしていた。その当時からりえを可愛がっており、宮沢りえがタモリと司会を務めるバラエティトーク番組ヨルタモリにも、わざわざこの番組に出演するだけのために、居住しているロサンゼルスから帰国している。
- モデルのローラやONE OK ROCKのTakaらを招いて自宅でパーティを開くなど、若い世代との交友もある[38]。
- 他にはB`zの松本孝弘からGLAYのTAKURO、YOSHIKI、氷室京介といった一見繋がりのないようなミュージシャンとも交友関係がある。

## 松田優作との関係
- 松田優作は文学座の1期後輩。桃井が失恋し、文学座の打ち上げで泣いている際、松田がしつこく絡んできたのが初対面であった。桃井は最初に松田を見た際、「怖い。いやだ、この人」「痩せた大きな栄養失調の犬みたい」と思い、第一印象は最悪であったという[39]。
- 一切妥協を許さない桃井は、松田とも衝突することも少なくなかった。ドラマで共演した際は、映画にこだわる余りテレビドラマに不真面目に接しているように映った松田に対し、「ドラマをなめんじゃないわよ! 映画でもドラマでも真剣にやんなさいよ!」と一喝し、彼の目を覚まさせたという[40]。
- 松田が死去した際、彼を自分の中に入れようと、遺骨をひとかけら食べたという。この時に松田は伝説的な存在になると確信し、「これで自分が死んでも伝説になることはない。なら、長生きしてやる」と活気付いたという[40]。

## 出演

### テレビドラマ
- 花は花よめ 第1・第2シリーズ（1971年8月27日 - 1973年5月4日、NTV） - 金太郎
- たった一人の反乱（1973年6月9日、NHK総合）
- 追跡（1973年7月31日、KTV）第11話「不道徳な天使」
- それぞれの秋（1973年9月6日 - 12月13日、TBS） - 津田未子
- 太陽にほえろ!（NTV・東宝）
  - 第60話「新宿に朝は来るけれど」（1973年） - 秋山エミ
  - 第199話「女相続人」（1976年） - 村井圭子
- 天下堂々（1973年10月5日 - 1974年9月27日、NHK）
- 女・その愛のシリーズ「祇園の姉妹」（1974年1月2日、NET・東映） - おもちゃ
- 高校教師（1974年4月2日、4月23日、東京12・東宝）第1話と第4話 - エリ
- 傷だらけの天使（1975年1月4日、NTV・東宝）第14話「母のない子に浜千鳥を」 - てるよ
- 必殺必中仕事屋稼業（1975年1月18日、ABC・松竹京都）第3話「いかさま大勝負」 - お初
- 俺たちの旅（1975年10月5日 - 1976年10月10日、NTV・ユニオン映画） - 美大生
- 痛快!河内山宗俊（1975年10月6日 - 1976年3月29日、CX・勝プロ） - お千代
- はぐれ刑事（1975年10月7日、NTV・国際放映）第1話「銃弾」 - 須藤まゆみ
- 前略おふくろ様（1975年10月17日 - 1976年4月9日、NTV・渡辺企画） - 岡野海 
  - 前略おふくろ様 第2シリーズ（1976年10月15日 - 77年4月1日、NTV・渡辺企画）- 岡野海
- 東芝日曜劇場（TBS）
  - 幻の町（1976年2月8日、HBC）
- 土曜ドラマ（NHK総合）
  - 男たちの旅路（1976年2月28日 - 3月31日・1977年2月5日 - 19日・11月21日 - 12月3日・1979年11月10日、NHK総合） - 島津悦子
  - 失楽園'79（1979年3月10日 - 3月24日） - 白鳥あかね
  - 早坂暁シリーズ 暁は寒かった（1980年10月25日・11月1日）
  - 幸福の条件（1994年5月7日・14日）
- さよならの夏（1976年4月1日 - 6月24日、YTV） - 中河マリ子
- さくらの唄（1976年5月19日 - 11月10日、TBS） - 高松加代
- 小夜子の駅（1976年11月13日、NHK総合） - 花田小夜子
- 浮浪雲（1978年4月6日 - 9月10日、ANB・石原プロモーション） - かめ
- ハッピーですか? (1978年4月7日 − 6月30日、NTV) − カミサマ
- 土曜ワイド劇場「田舎刑事2・旅路の果て」（1978年5月20日、ANB・テレパック）
- ドラマ人間模様 赤サギ（1978年9月10日 - 10月15日、NHK総合） - 海南子
- ちょっとマイウェイ（1979年10月13日 - 1980年3月29日、NTV） - 浅井なつみ
- 小児病棟 〜カネボウヒューマンスペシャル(1)〜（1980年12月3日、NTV） - 山崎初子 ※1987年、バップよりVHSビデオがリリースされた。読売「女性ヒューマン・ドキュメンタリー大賞」第1回優秀賞作品。
- ダウンタウン物語（1981年1月13日 - 4月21日、NTV） - 呼子
- 西武スペシャル『隣りの女 現代西鶴物語』（1981年5月1日、TBS） - 時沢サチ子
- 火曜サスペンス劇場「さよならも言わずに消えた!」（1981年10月20日、NTV）- 中沢みずえ
- 春が来た（1982年1月1日、ANB） - 直子 役[41]
- 人間万事塞翁が丙午（1982年4月28日 - 7月21日、TBS） - かな
- ホームスイートホーム（1982年8月27日 - 11月5日、NTV）
- 熱帯夜（1983年9月9日、16日、23日（全3話）、フジテレビ） - 矢島サチ子
- 火曜サスペンス劇場「遺書を送った女」（1983年5月31日、NTV） - 崎津涼子
- 妻たちの熱い午後（1984年1月12日 - 2月23日、ANB） - 間宮萌子
- 金曜ドラマ 危険なふたり（1984年6月15日、TBS） - 菊江 [42][43]
  - 危険なふたり 湯けむり再会編（1985年4月10日、TBS）[44]
  - 危険なふたり 飛んで火に入る就職編（1985年4月17日、TBS）[45]
  - 危険なふたり しあわせの木を下さい！（1985年4月24日、TBS）[46]
  - 危険なふたり ふるさと純情編（1986年9月17日、TBS）[47][48]
- 名門私立女子高校（1984年11月2日 - 85年1月25日、NTV）
- 向田邦子新春スペシャル 第三夜 冬の家族（1985年1月23日）[49]
- 花へんろ 風の昭和日記（1985年4月13日 - 1985年5月25日、NHK総合） - 静子 [50]
  - 花へんろ 風の昭和日記 第二章（1986年9月6日 - 1986年10月11日、NHK総合）
  - 花へんろ 風の昭和日記 第三章（1988年2月6日 - 1988年3月12日、NHK総合）
  - 新・花へんろ（1997年5月14日 - 6月18日、NHK総合）
- 金曜ドラマ「夫婦生活」（1985年6月21日 - 8月23日、TBS）
- 火曜サスペンス劇場「女検事・霞夕子シリーズ1 - 10」（1985年 - 1993年、NTV） - 霞夕子
- 夏樹静子サスペンス 独り旅（1986年1月13日、KTV）
- 女性作家サスペンス「カフェオリエンタル」（1988年3月28日、KTV・ジーカンパニー）[51]
- 女が家を買うとき（1988年6月10日、フジテレビ） - 純子[52][53]
- 銀河テレビ小説（NHK総合）
  - 殿様ごっこ（1988年10月31日 - 11月18日）- 幸子 役[54]
- 乱歩賞作家サスペンス「出張の夜」（1989年、KTV）
- 鳥の歌（1989年8月28日 - 9月18日、NHK総合）
- 夢に見た日々（1989年10月19日 - 12月21日、ANB） - 土屋多恵子
- 老いたる父と（1990年4月11日、NTV）
- 火の用心（1990年7月7日 - 9月29日、NTV） - 大原かき
- ルージュの伝言「中央フリーウェイ」（1991年5月15日、TBS）
- 旅情サスペンス「ポールニザンを残して」（1991年、KTV）
- 金曜ドラマシアター「主婦たちのざけんなヨ!!・不倫防虫剤の効能」（1992年1月10日、CX） - 大牟田スガ子
- コラ!なんばしよっと（1992年6月15日 - 7月8日、NHK総合） - キク 
  - コラ!なんばしよっとII（1993年6月14日 - 7月15日、NHK総合）
  - コラ!なんばしよっと3（1997年10月6日 - 11月6日、NHK総合）
- 警部補 古畑任三郎　第11回「さよなら、DJ」（1994年6月22日、CX） - 中浦たか子
  - 古畑任三郎　第25回「消えた古畑任三郎」（1996年4月9日、CX）
- 天上の青（1994年12月12日 - 12月15日、NHK BS2） - 波多雪子
- 3番テーブルの客（1997年1月3日、フジテレビ） - ビビ萩原
- ギフト（1997年5月7日、CX）第4話 - 橘川梨江
- 楽園の橋「青春と光の影、家族との別れ・奔放な愛に何を見た」（1998年6月29日、よみうりテレビ） - 有沢美冬[55]
- ランデヴー（1998年7月3日 - 9月11日、TBS） - 工藤真由美
- 女医（1999年7月5日 - 9月13日、YTV）
- 少年H（1999年11月5日.2001年3月23日、CX） - 妹尾敏子
- 夜逃げ屋本舗 スペシャル（1999年12月30日、NTV） - 田上洋香 役
- 月曜ドラマスペシャル「弁護士迫まり子の遺言作成ファイル3・秘密」（2000年12月11日、TBS） - 三枝亜希子
- R-17（2001年4月12日 - 6月21日、ANB） - 松崎桜子
- ビューティ7（2001年7月4日 - 9月12日、NTV） - 飯島翔子
- 盤嶽の一生「男と女」（2002年6月18日、CX） ‐ お蝶
- 伝説のマダム（2003年4月14日 - 6月23日、YTV） - 初島真利
- たくさんの愛をありがとう（2006年4月4日、NTV） - 先間敏子
- SCANDAL（2008年10月19日 - 12月21日、TBS）- 新藤たまき
- NHKスペシャル 詐欺の子（2019年3月23日、NHK総合） - 小山田光代 [56][57][58]
- 緊急取調室 第4シリーズ 第1話・第2話（2021年7月8日・15日、テレビ朝日） - 大國塔子 [59]

### 映画
- 愛ふたたび[1]（1971年）
- あらかじめ失われた恋人たちよ（1971年）
- 赤い鳥逃げた?（1973年）
- エロスは甘き香り（1973年）
- 青春の蹉跌（1974年）
- 竜馬暗殺（1974年）
- 櫛の火（1975年）
- アフリカの光（1975年）
- 青春の殺人者（1976年）
- 僕は天使ぢゃないよ（1977年）
- 幸福の黄色いハンカチ（1977年）
- 夜が崩れた（1978年）
- 男はつらいよ 翔んでる寅次郎（1979年）
- もう頰づえはつかない（1979年）
- 神様のくれた赤ん坊（1979年）
- 影武者（1980年）
- 夕暮まで（1980年）
- ええじゃないか（1981年）
- 青春の門（自立篇）（1982年）
- 疑惑（1982年）
- キッドナップ・ブルース（1982年）
- シングルガール（1983年）
- メイン・テーマ（1984年）
- 生きてみたいもう一度 新宿バス放火事件（1985年）
- コミック雑誌なんかいらない!（1986年）
- キネマの天地（1986年）
- おニャン子ザ・ムービー 危機イッパツ!（1986年）
- 自由な女神たち（1987年）
- ハワイアン・ドリーム（1987年）
- 木村家の人びと（1988年）
- 噛む女（1988年）
- TOMORROW 明日（1988年） - 三浦ツル子
- READY!LADY（1989年）
- ドンマイ（1990年）
- われに撃つ用意あり（1990年）
- 女がいちばん似合う職業（1990年） - 主演・きぬ 役
- 僕は天使ぢゃないよ（1991年）
- ご挨拶 第3話「NOW IT'S THE BEST MOMEN0T IN OUR LIFE!!」（1991年）オムニバス映画、兼監督（初監督、モモイ・カオリ名義）
- 第2回欽ちゃんのシネマジャック「なんかヘン? PART2」（1994年）オムニバス映画
- 棒の哀しみ（1994年）
- ファザーファッカー（1995年）
- トキワ荘の青春（1996年） - 藤本の母 役
- 夏少女（1996年製作、2019年公開） - 主演
- スワロウテイル（1996年）
- 東京夜曲（1997年）
- ドリーム・スタジアム（1997年）
- バウンス Ko GALS（1997年）
- ラヂオの時間（1997年）
- てなもんや商社（1998年）
- 大怪獣東京に現わる（1998年）
- たどんとちくわ（1998年）
- クロスファイア（2000年）-石津ひろ子 役
- 異邦人たち（2001年）
- 阿修羅のごとく（2003年） - 枡川豊子
- IZO （2004年）
- リバイバル・ブルース（2004年）
- またの日の知華（2005年）
- SAYURI（2005年、アメリカ）
- 太陽（2005年、ロシア） - 皇后（香淳皇后に該当）
- 無花果の顔（2006年） - 原案、脚本、監督（長編初監督）、母
- 武士の一分（2006年） - 波多野以寧
- スキヤキ・ウエスタン ジャンゴ（2007年） - ルリ子
- The焼肉ムービー プルコギ（2007年）
- 夢のまにまに（2008年）
- イエロー・ハンカチーフ（2008年）
- 昴-スバル-（2009年） - 日比野五十鈴
- USB（2009年） - 祐一郎の母親
- 雨夜 香港コンフィデンシャル（2010年）（2010年大阪アジアン映画祭ほかで上映）
- 光男の栗（2011年）
- ヘルタースケルター（2012年） - 多田寛子
- 終戦のエンペラー（2012年、カナダ・2013年、アメリカ&日本）-鹿島夫人
- Oh Lucy!（2014年） - 短編映画、主演
- お江戸のキャンディー（2015年） - ナレーター
- Greater Things（2015年、イギリス）
- 火 Hee（2016年） - 監督・主演 [60]
- Fukushima, mon amour（2016年、ドイツ・2016年2月13日ベルリン国際映画祭にて上映）
- ふたりの旅路（2016年、日本&ラトビア） - 主演 [61]
- La Habitación（2016年、メキシコ） - オムニバスの中の一本で主演
- ゴースト・イン・ザ・シェル（2017年、アメリカ）
- おちをつけなんせ（2019年）[62]
- 一度も撃ってません（2020年） - 玉淀ひかる
- 宇宙でいちばんあかるい屋根（2020年） - 星ばあ 役[63]

### 舞台
- 盲導犬（1989年）
- 月光のつゝしみ（1994年・2002年、竹中直人の会）
- イッセー尾形・桃井かおりの二人芝居
- 桃井かおりの一人芝居
- 若き日のゴッホ （2003年）

### 劇場アニメ
- トリコ 3D 開幕!グルメアドベンチャー!!（2011年、東映） - ペック

### 吹き替え
- 20年目の疑惑（1986年、テレビ朝日） - ポーラ・プレンティス 役

### ラジオ
- 若いこだま（1978年4月 - 11月、NHKラジオ第1）
- NHK-FM LIVE（1980年1月2日）憂歌団とジョイント SAX:ジェイク・コンセプション keyb:井上鑑 e.guitar:矢島健 a.guitar:松宮幹彦 drams:伊藤史朗 bass:杉本和弥
  - 1.KAORIのテーマ 2.娼婦壱輪（おんないちりん） 3.忘れたいことは 4.たばこ止めないの 5.10$の恋（憂歌団） 6.俺らの家へ（憂歌団） 7.カントリーガール（憂歌団） 8.ブスの唄（ブルース） 9.昔のことなんか 10.尻軽女（アバズレ）ブルース 11.かげろうの夜 12.少女時代 13.夢
- 桃井かおり・ひとり身ポッチ（1979年4月 - 1982年10月、TBSラジオ）
- 桃井かおりのZIPPO STORY（1995年 - 1998年、TBSラジオ）
- JAM JAM 11（ラジオ大阪）
- すてきな午後6時（1978年10月 - 、FM東京）

### ラジオドラマ
- 多砲塔の出番（1996年1月7日・14日、ニッポン放送）[64] - 第33回ギャラクシー賞選奨

### バラエティ・紀行番組
- 日曜はダメ!!（日本テレビ）司会
- 料理の鉄人（フジテレビ）審査員
- Nature Special サハラ（1988年5月4日、テレビ朝日）[65]
- 桃井かおり感動ユーラシア大陸横断1万キロ1500円大紀行!（1999年1月24日、フジテレビ）
- 桃井かおりのモスクワ音楽紀行（2002年12月15日、フジテレビ）
- 夢・音楽館（2003年4月3日 - 2005年3月11日、NHK総合）司会
- 桃井かおりの世界遺産の歩き方〜未知なるバルト三国の街角へ（2012年11月17日、BSジャパン）
- 早坂暁を探して〜桃井かおりの暁さん遍路〜（2018年8月1日、BSプレミアム）
- マツコ会議（2023年1月7日、日本テレビ）

### CM
- ソニー『ベータマックスビデオ』
- アサヒグループホールディングス
  - ニッカウヰスキー『ニッカアップルワイン』（1976年）
  - アサヒビール『クリアアサヒ』（2015年 - ）[66]
- ライオン『エメロン エチケットシャンプー』（1978年）
- ヤマハ発動機『ソフトバイク』（1979年）
- 浅田飴『ハーブキャンディ』（1979年）
- 新潮社 新潮文庫（1978年[67]、1980年）
- 資生堂「メイク23秒」（1981年）
- ポーラ化粧品「ルミエラMC2」（1988年）
- エーザイ『チョコラBB』（1991年）
- ネスレ日本
- マックスファクター『SK-II』（1994年 - 2014年）[66]
- 日産自動車『セフィーロ』（1997年 - 1998年）
- モビット（現・SMBCモビット）（2000年-2011年）[66] ※竹中直人と共演
- 三貴 「カメリア」（2003年 - 2005年）[66]
- ハウス食品 『ウコンの力』（2006年 - 2007年）[66]
- 象印マホービン
  - 『プラチナ真空釜』『VE電気まほうびん・優湯生』『電気ケトル』『パンくらぶ』（2009年 - 2013年）[66]
  - 『極め羽釜』（2010年 - 2013年）[66] ※風間杜夫・間寛平と共演
- キリンビール 『ホップの真実』（2009年）[66]
- サントリー 『ボス・贅沢微糖』（2010年）[66] ※伊藤淳史と共演
- ウィルコム（現・Y!mobile）『誰とでも定額』（2011年）[66] ※佐々木希と共演
- 日本イーライリリー 「いつのまにか骨折」（2014年 - ）[66]
- レディー・ガガ「アルバム『ジョアン』」（2016年）[68]
- モデルナ（2023年）
- P&Gプレステージ「SK-II」（2024年）[69]

## 書籍

### 著書
- 『しあわせづくり』（1977年、大和書房、のち1981年、角川文庫）
- 『うつむきかげん』（1980年、大和書房、のち1982年、角川文庫）
- 『ひとり身ポッチ』（1983年、大和書房、のち1985年、角川文庫）
- 『卵を抱えて』中央公論社、1986年7月7日。のち集英社be文庫
- 『まどわく』（1993年、読売新聞社）のち集英社be文庫
- 『賢いオッパイ』（1999年、集英社、2003年、集英社be文庫）
- 『夢チャンネル』（2004年、新潮社）
- 『桃井的ことば』　(2023年、KADOKAWA )

### 雑誌
- 時刊MOMOIKAORI（2004年、学研研究社）

### 関連書籍
- のん『創作あーちすと NON』（2017年、太田出版） - 対談相手の1人。

## ディスコグラフィ

### シングル
| 発売日                                   | 面          | タイトル                          | 作詞           | 作曲             | 編曲            | 規格            | 規格品番    |
| CBS・ソニー                              | CBS・ソニー | CBS・ソニー                       | CBS・ソニー    | CBS・ソニー      | CBS・ソニー     | CBS・ソニー     | CBS・ソニー |
| ---------------------------------------- | ----------- | --------------------------------- | -------------- | ---------------- | --------------- | --------------- | ----------- |
| 1973年                                   | A           | 六本木心中                        | 上村一夫       | 中村泰士         | 高田弘          | 7インチシングル | SOLB-59     |
| 1973年                                   | B           | やさしい女                        | 上村一夫       | 中村泰士         | 高田弘          | 7インチシングル | SOLB-59     |
| フィリップス・レコード／日本フォノグラム |             |                                   |                |                  |                 |                 |             |
| 1977年10月5日                            | A           | ついてはいけません                | 芝紀美子       | 芝紀美子         | 井上鑑          | 7インチシングル | FS-2070     |
| 1977年10月5日                            | B           | 蜃気楼のように                    | みなみらんぼう | 吉川忠英         | 吉川忠英        | 7インチシングル | FS-2070     |
| 1978年7月5日                             | A           | 嫌なこと言われたの                | 桃井かおり     | N.B              | 戸塚修          | 7インチシングル | FS-2103     |
| 1978年7月5日                             | B           | 昔のことなんか                    | 桃井かおり     | N.B              | 戸塚修          | 7インチシングル | FS-2103     |
| 1978年9月25日                            | A           | ブスの唄（ブルース）              | 佐藤博         | 佐藤博           | 淡海悟郎        | 7インチシングル | FS-2120     |
| 1978年9月25日                            | B           | 傷心-こいごころ-                  | 桃井かおり     | N.B              | ミッキー吉野    | 7インチシングル | FS-2120     |
| 1978年9月25日                            | A           | お喋りやめて                      | 来生えつこ     | 井上鑑           | 井上鑑          | 7インチシングル | FS-2121     |
| 1978年9月25日                            | B           | 夢                                | KURO           | 西岡恭蔵         | 井上鑑          | 7インチシングル | FS-2121     |
| 1978年9月25日                            | A           | かげろうの夜-1                    | 佐藤博         | 佐藤博           | 井上鑑          | 7インチシングル | FS-2122     |
| 1978年9月25日                            | B           | かげろうの夜-2                    | 佐藤博         | 佐藤博           | 井上鑑          | 7インチシングル | FS-2122     |
| 1978年11月5日                            | A           | 少女時代                          | 桃井かおり     | 荒木一郎         | 小谷充          | 7インチシングル | FS-2125     |
| 1978年11月5日                            | B           | 街                                | 桃井かおり     | 荒木一郎         | 小谷充          | 7インチシングル | FS-2125     |
| 1979年6月25日                            | A           | 尻軽女（アバズレ）ブルース        | 桃井かおり     | 荒木一郎         | 井上鑑          | 7インチシングル | FS-2149     |
| 1979年6月25日                            | B           | 忘れたいことは                    | 桃井かおり     | 荒木一郎         | 井上鑑          | 7インチシングル | FS-2149     |
| 1979年                                   | A           | 誰が決めたもんじゃろか…           | 淡海悟郎       | 荒木一郎         | 淡海悟郎        | 7インチシングル | GK-8085     |
| 1979年                                   | B           | 小さい女の子は…                   | －             | 荒木一郎         | 桜庭伸幸        | 7インチシングル | GK-8085     |
| 1980年                                   | A           | 哀しみのラストタンゴ              | 荒木一郎       | 荒木一郎         | 桜庭伸幸        | 7インチシングル | 7PL-6       |
| 1980年                                   | B           | 微熱                              | 竜真知子       | 鈴木キサブロー   | 鈴木茂          | 7インチシングル | 7PL-6       |
| 1981年1月5日                             | A           | バイバイ子守唄（ララバイ）        | 荒木一郎       | 荒木一郎         | 西崎進          | 7インチシングル | 7PL-16      |
| 1981年1月5日                             | B           | POKER GAME BLUES                  | 荒木一郎       | 荒木一郎         | 西崎進          | 7インチシングル | 7PL-16      |
| 自主制作                                 |             |                                   |                |                  |                 |                 |             |
| 1981年8月25日                            | A           | メイク23秒                        | 三浦徳子       | 筒美京平         | 筒美京平        | 7インチシングル | KAORI-1981  |
| 1981年8月25日                            | B           | 東京慕情                          | 三浦徳子       | 筒美京平         | 筒美京平        | 7インチシングル | KAORI-1981  |
| CBS・ソニー／Momoi Kaoriレーベル         |             |                                   |                |                  |                 |                 |             |
| 1982年1月21日                            | A           | 口説いてくれて                    | 阿木燿子       | 宇崎竜童         | 後藤次利 若草恵 | 7インチシングル | 07SH-1115   |
| 1982年1月21日                            | B           | ○あぬきいじょう物語               | 阿木燿子       | 宇崎竜童         | 若草恵          | 7インチシングル | 07SH-1115   |
| 1982年7月21日                            | A           | ねじれたハートで                  | 来生えつこ     | 来生たかお       | 星勝            | 7インチシングル | 07SH-1191   |
| 1982年7月21日                            | B           | シングル・ナイト                  | 来生えつこ     | 来生たかお       | 星勝            | 7インチシングル | 07SH-1191   |
| 1984年7月21日                            | A           | 東京慕情                          | 三浦徳子       | 筒美京平         | 筒美京平        | 7インチシングル | 07SH-1533   |
| 1984年7月21日                            | B           | うんと年下の彼                    | 阿木燿子       | 筒美京平         | 若草恵          | 7インチシングル | 07SH-1533   |
| 1984年12月                               | A           | RENAISSANCE・再生                 | 阿久悠         | 坂田晃一         | 坂田晃一        | 7インチシングル | 07SH-1593   |
| 1984年12月                               | B           | You Are My 美人(Shan) Shine       | 阿久悠         | 坂田晃一         | 坂田晃一        | 7インチシングル | 07SH-1593   |
| 1985年                                   | A           | 星港（シンガポール）ローズ        | 売野雅勇       | 井上大輔         | 井上大輔        | 7インチシングル | 07SH-1604   |
| 1985年                                   | B           | 気まぐれ                          | 桃井かおり     | Georges Moustaki | 若草恵          | 7インチシングル | 07SH-1604   |
| Sony Records                             |             |                                   |                |                  |                 |                 |             |
| 1991年9月24日                            | A           | DAY BY DAY 女・美しく生きて下さい | 中村泰士       | 中村泰士         |                 | 8cmCD           | SRDL-3369   |
| 1991年9月24日                            | B           | 友情・美しく生きて下さい          |                |                  |                 | 8cmCD           | SRDL-3369   |
| NECアベニュー                            |             |                                   |                |                  |                 |                 |             |
| 1993年11月21日                           | A           | 横浜 Lady Blues                   | 桑田佳祐       | 桑田佳祐         |                 | 8cmCD           | NADL-1065   |
| 1993年11月21日                           | B           | ジュリアに傷心                    | 売野雅勇       | 芹澤廣明         |                 | 8cmCD           | NADL-1065   |
| 1994年5月21日                            | A           | 予感                              | 飛鳥涼         | 飛鳥涼           |                 | 8cmCD           | NADL-1084   |
| 1994年5月21日                            | B           | 恋のバッド・チューニング          | 糸井重里       | 加瀬邦彦         |                 | 8cmCD           | NADL-1084   |

### アルバム

#### オリジナル・アルバム
| 発売日                 | アルバム | 規格                   | 規格品番               |
| フィリップス・レコード | フィリップス・レコード | フィリップス・レコード | フィリップス・レコード |
| ---------------------- | --- | ---------------------- | ---------------------- |
| 1977年10月5日          | ONE ※ 10万枚以上を売り上げた A面 1. KAORI-1 2. 蜃気楼のように 3. 少女 4. ついては行けません 5. 目隠し 6. お喋りやめて B面 1. 夢 2. かげろうの夜の為に - a)かげろうの夜 - b)町を歩けば - c)傘屋さんの唄 - d)どうしてかしら-1 - e)黒豆の煮方のロック - f)どうしてかしら-2 - g)かげろうの夜の為に-2 3. KAORI-2                                                                                         | LP                     | S-7023                 |
| 1994年6月25日          | ONE ※ 10万枚以上を売り上げた A面 1. KAORI-1 2. 蜃気楼のように 3. 少女 4. ついては行けません 5. 目隠し 6. お喋りやめて B面 1. 夢 2. かげろうの夜の為に - a)かげろうの夜 - b)町を歩けば - c)傘屋さんの唄 - d)どうしてかしら-1 - e)黒豆の煮方のロック - f)どうしてかしら-2 - g)かげろうの夜の為に-2 3. KAORI-2                                                                                         | CD                     | PHCL-8032              |
| 2024年10月9日          | ONE ※ 10万枚以上を売り上げた A面 1. KAORI-1 2. 蜃気楼のように 3. 少女 4. ついては行けません 5. 目隠し 6. お喋りやめて B面 1. 夢 2. かげろうの夜の為に - a)かげろうの夜 - b)町を歩けば - c)傘屋さんの唄 - d)どうしてかしら-1 - e)黒豆の煮方のロック - f)どうしてかしら-2 - g)かげろうの夜の為に-2 3. KAORI-2                                                                                         | SHM-CD                 | PROT-1377              |
| 1978年7月5日           | TWO A面 1. 昔のことなんか 2. 傘もささずに 3. 娼婦壱輪（おんないちりん） 4. 私の心はクロスオーバー 5. 傷心-こいごころ- 6. 気になるのに B面 1. 嫌なこと言われたの 2. 銀色の車 - 組曲 - a)今日は特別の日 - b)銀色の車のテーマ-1 - c)私だけの世界 - d)銀色の車のテーマ-2 - e)何されちゃっても - f)ブスの唄（ブルース） - g)ガソリンスタンド - h)銀色の車のテーマ-3 - i)海の底で… - j)銀色の車のテーマ-4 | LP                     | S-7053                 |
| 1994年6月25日          | TWO A面 1. 昔のことなんか 2. 傘もささずに 3. 娼婦壱輪（おんないちりん） 4. 私の心はクロスオーバー 5. 傷心-こいごころ- 6. 気になるのに B面 1. 嫌なこと言われたの 2. 銀色の車 - 組曲 - a)今日は特別の日 - b)銀色の車のテーマ-1 - c)私だけの世界 - d)銀色の車のテーマ-2 - e)何されちゃっても - f)ブスの唄（ブルース） - g)ガソリンスタンド - h)銀色の車のテーマ-3 - i)海の底で… - j)銀色の車のテーマ-4 | CD                     | PHCL-8033              |
| 2024年10月9日          | TWO A面 1. 昔のことなんか 2. 傘もささずに 3. 娼婦壱輪（おんないちりん） 4. 私の心はクロスオーバー 5. 傷心-こいごころ- 6. 気になるのに B面 1. 嫌なこと言われたの 2. 銀色の車 - 組曲 - a)今日は特別の日 - b)銀色の車のテーマ-1 - c)私だけの世界 - d)銀色の車のテーマ-2 - e)何されちゃっても - f)ブスの唄（ブルース） - g)ガソリンスタンド - h)銀色の車のテーマ-3 - i)海の底で… - j)銀色の車のテーマ-4 | SHM-CD                 | PROT-1378              |
| 1979年6月25日          | WATASHI A面 1. わたし 2. 尻軽女（アバズレ）ブルース 3. あなたっ女（こ） 4. 恥しらずの女 5. 花曇り 6. たばこ止めないの B面 1. 忘れたいことは 2. あんたからだれかへ 3. 急に寒くなったから 4. ドシャブリ猫 5. 少女時代 6. すぎて行くと… | LP                     | S-7085                 |
| キングレコード         | |                        |                        |
| 1979年10月5日          | しーんと淋しいネ… A面 1. バンドエイドをはりかえて 2. 小さい女の子は 3. 鏡よ、鏡 4. 誰が決めたもんじゃろか 5. おれのあいつがやってくらぁ B面 1. あなたに 2. 誰かさんにも 3. たとえば 4. 寒い最中 5. 雨にふられるホレたがり… | LP                     | SKS-1033               |
| 2001年11月7日          | しーんと淋しいネ… A面 1. バンドエイドをはりかえて 2. 小さい女の子は 3. 鏡よ、鏡 4. 誰が決めたもんじゃろか 5. おれのあいつがやってくらぁ B面 1. あなたに 2. 誰かさんにも 3. たとえば 4. 寒い最中 5. 雨にふられるホレたがり… | CD                     | KICS-906               |
| 1980年11月25日         | FOUR A面 1. 気まぐれサンバ 2. 貼り忘れた写真 3. 午後の気まぐれ 4. スモーキング・ブルース 5. 哀しみのラストタンゴ B面 1. ちょっと待って 2. 微熱 3. 金色の丘 4. WALTZ 5. 秋風の吹く夜 | LP                     | 27PL-4                 |
| 1981年7月5日           | FIVE A面 1. MONDAY BLUES 2. 階段の途中で 3. 愛のかさねぎ 4. やさしさ待ちぼうけ 5. NON STOP TO RIO B面 1. 面影通り 2. Mr.バーボン 3. 恋人同志 4. ハーモニカを吹かないで 5. 恋しちゃいそうね | LP                     | 28PL-7                 |
| 1982年2月25日          | おもしろ遊戯 A面 1. 口説いてくれて 2. うんと年下の彼 3. うんと年上の彼 4. 躁鬱 5. 誰かさんと誰かさんが B面 1. ぶたないで 2. あいじょう物語 3. イヌ科のネコ 4. LA la la la 5. プライベイトタイム午前三時 | LP                     | 28AH 1401              |
| 1982年11月1日          | SHOW? A面 1. シングル・ナイト 2. さみしくもなくて 3. とにかく、あした 4. ねじれたハートで 5. むらさきいろの... B面 1. Sparking head 2. パラドックス・ブルース 3. 疑惑 4. エレベーターの女 5. 逢瀬 | LP                     | 28AH 1464              |
| 1982年11月1日          | SHOW? A面 1. シングル・ナイト 2. さみしくもなくて 3. とにかく、あした 4. ねじれたハートで 5. むらさきいろの... B面 1. Sparking head 2. パラドックス・ブルース 3. 疑惑 4. エレベーターの女 5. 逢瀬 | CT                     | 28KH 1219              |
| 1984年10月1日          | 愛のエッセイ A面 1. 多分… 2. 教えてラムール -Commentc'est, La vie?- 3. 朝のワルツ 4. 夏よ、お手柔らかに 5. 気まぐれ B面 1. 洗濯女じゃない 2. モンテカルロ 3. 昼下がり 4. 記憶喪失 5. 愛のデラシネ | LP                     | 28AH 1775              |

#### ライブアルバム
| 発売日                 | アルバム | 規格                   | 規格品番               |
| フィリップス・レコード | フィリップス・レコード | フィリップス・レコード | フィリップス・レコード |
| ---------------------- | --- | ---------------------- | ---------------------- |
| 1978年10月25日         | KAORI MOMOI LIVE -恋・女ひとり- 1-A面 1. 序曲・恋の一年 2. 初恋 3. お体を大切に 1-B面 1. 海にぶどうの花咲く日を 2. 裸足で海へ 2-A面 1. 恋の綱わたり 2. ひとり暮らし 2-B面 1. あたしの愛の詩（うた） 2. さびしさを友達にして                                          | LP                     | S-5011~2               |
| 1979年11月25日         | KAORI MOMOI CONCERT A面 1. KAORIのテーマ 2. 夢 3. 傘屋さんの唄 4. 娼婦壱輪（おんないちりん） 5. 傘もささずに 6. かげろうの夜 7. ブスの唄（ブルース） B面 1. 昔のことなんか 2. 尻軽女（アバズレ）ブルース 3. 少女時代 4. たばこ止めないの 5. ドシャブリ猫 6. プカプカ | LP                     | S-7088                 |

#### カバーアルバム
| 発売日         | アルバム | 規格      | 規格品番  |
| CBSソニー      | CBSソニー | CBSソニー | CBSソニー |
| -------------- | --- | --------- | --------- |
| 1986年9月21日  | KAORI SINGS THE LADY A面 1. Trav'lin' Light =トラヴェリン・ライト 2. Don't Explain =ドント・エクスプレイン 3. All Of Me = オール・オブ・ミー 4. The Man I Love = ザ・マン・アイ・ラヴ 5. The Lady = ザ・レディー B面 1. What A Little Moonlight Can Do = 月光のいたずら 2. Willow Weep For Me = ウィロウ・ウィープ・フォー・ミー 3. Do You Know What It Means To Miss New Orleans = いとしのニュー・オルリンズ 4. Lover, Come Back To Me = ラヴァー・カム・バック・トゥ・ミー 5. My Man = マイ・マン | LP        | 28AH 2083 |
| NEC Avenue     | |           |           |
| 1993年10月21日 | More Standard 1. モニカ 2. ダイアモンド 3. TOKYO 4. ロング・バージョン 5. 難破船 6. Fade Out 7. ジュリアに傷心 8. I Love You 9. WAKU WAKUさせて 10. ウィスキーがお好きでしょ 11. Tokyo（カラオケ） 12. モニカ（カラオケ） 13. ロング・バージョン（カラオケ） | CD        | NACL-1126 |
| 1994年6月21日  | モダンダード 1. そして僕は途方に暮れる 2. 横浜Lady Blues 3. 予感 (Album ver.) 4. 時間よ止まれ 5. 上海エトランゼ 6. CHINESE SOUP 7. 夢で逢えたら 8. 恋のバッドチューニング 9. スカイレストラン 10. よろしく哀愁 11. バスルームから愛をこめて | CD        | NACL-1158 |

#### サウンドトラック
| 発売日 | アルバム             | レーベル               | 規格 | 規格品番 |
| ------ | -------------------- | ---------------------- | ---- | -------- |
| 1979年 | もう頬づえはつかない | ビクター音楽産業       | LP   | KVX-1059 |
| 1980年 | 夕暮まで             | フィリップス・レコード | LP   | 27PL-3   |
| 1981年 | ダウンタウン物語     | フィリップス・レコード | LP   | 28PL-2   |

#### ベストアルバム
| 発売日        | アルバム | レーベル                 | 規格 | 規格品番  |
| ------------- | --- | ------------------------ | ---- | --------- |
| 1980年4月25日 | ベスト・コレクション A面 1. ついては行けません 2. 蜃気楼のように 3. 尻軽女(アバズレ)ブルース 4. 傷心～こいごころ～ 5. お喋りやめて 6. 娼婦壱輪 7. ブスの唄 8. 嫌なこと言われたの B面 1. 少女時代 2. 昔のことなんか 3. 忘れたいことは 4. ドシャブリ猫 5. かげろうの夜の為に | フィリップス・レコード   | LP   | 16Y-23    |
| 2003年3月19日 | GOLDEN☆BEST 1. ねじれたハートで 2. 口説いてくれて (シングルバージョン) 3. うんと年上の彼 4. ぶたないで 5. LA la la la 6. プライベイトタイム午前三時 7. 東京慕情 8. シングル・ナイト 9. とにかく、あした 10. 疑惑 11. エレベーターの女 12. 逢瀬 13. 星港ローズ 14. モンテカルロ 15. オール・オブ・ミー 16. いとしのニュー・オルリンズ 17. ルネッサンス 18. DAY BY DAY 女・美しく生きて下さい 19. メイク23秒 20. 六本木心中 (シングルバージョン) | Sony Music               | CD   | MHCL-233  |
| 2003年6月25日 | ベスト・スタンダード～夢で逢えたら 1. 夢で逢えたら 2. ジュリアに傷心 3. よろしく哀愁 4. 予感 5. スカイレストラン 6. チャイニーズスープ 7. ロング・バケーション 8. ダイヤモンド 9. 難破船 10. そして僕は途方に暮れる | シェルブール             | CD   | ABCS-5002 |
| 2004年2月25日 | ゴールデン☆ベスト 桃井かおり Singles & More 1. バイバイ子守唄 2. POKER GAME BLUES 3. 尻軽女ブルース 4. 忘れたいことは 5. 少女時代 6. 街 7. かげろうの夜Ⅰ 8. かげろうの夜Ⅱ 9. お喋りやめて 10. 夢 11. ブスの唄(ブルース) 12. 傷心 -こいごころー 13. 嫌なこと言われたの 14. 昔のことなんか 15. ついては行けません 16. 蜃気楼のように 17. ジュリアに傷心 18. 予感                                                                                 | ユニバーサルミュージック | CD   | UICZ-6053 |

## 受賞
- 日本アカデミー賞
  - 主演女優賞（1979年『神様のくれた赤ん坊』『もう頬づえはつかない』）
  - 助演女優賞（1978年『幸福の黄色いハンカチ』）
  - 助演女優賞（2020年『一度も撃ってません』）
- ブルーリボン賞
  - 主演女優賞（1979年、1988年、1997年）
  - 助演女優賞（1977年）
- キネマ旬報賞
  - 主演女優賞（1979年、1988年、1997年）
  - 助演女優賞（1977年）
- 毎日映画コンクール
  - 女優演技賞（1979年）
  - 女優主演賞（1997年）
  - 田中絹代賞（2015年）[71]
- 芸術選奨文部大臣新人賞
  - 映画部門（1980年）
- 報知映画賞
  - 主演女優賞（1982年『疑惑』）
- 放送文化基金賞
  - 番組部門 女優演技賞（1998年度〈第25回〉『青い花火』）
  - 番組部門 演技賞2018年度〈第45回〉『詐欺の子』）
- ウラジオストック国際映画祭
  - 最優秀監督賞（2007年『無花果の顔』）
  - 最優秀主演女優賞（2007年『無花果の顔』）
- フライング・ブルーム国際女性映画祭
  - FIPRESCI（国際批評家連盟）賞（2007年『無花果の顔』）
- 第21回フリブール国際映画祭
  - 長編コンペティション部門特別賞（2007年『無花果の顔』）
- 第57回ベルリン国際映画祭
  - NETPAC（最優秀アジア映画）賞（2007年『無花果の顔』）
- 紫綬褒章（2008年、芸術文化部門）
- 旭日小綬章（2022年）[72][22]
- 第6回種田山頭火賞（2023年）[73]